# 晴のちカミナリ
晴のちカミナリ（はれのちカミナリ）はNHKで1989年4月12日～8月2日に放送されたテレビドラマ。原作は2代目林家正楽のエッセイ「正蔵師匠と私」。

## ストーリー
昭和30年頃の東京・浅草。名落語家の竜蔵の弟子・竜治はハンサムで才能もある、真打昇進間近の二つ目。彼は恩人の未亡人で子持ちだが美しい舞姫・胡蝶と密かに愛し合うようになる。結核を患い働けなくなった胡蝶の為、噺家としての修行をも省みず必死で金を工面する竜治。しかし胡蝶は竜治を愛していればこそ彼と別れなければならないと、黙って竜治の前から姿を消す。自暴自棄の竜治はささいな不祥事で落語界から破門されるが、竜蔵の計らいでとある温泉町で働いていた胡蝶と再会、周囲の祝福を受け結ばれる。が、病身に無理を重ねていた胡蝶は直後に倒れ、あっけなく逝ってしまう。破門を解かれた竜治は、噺家として大成することを誰より願っていた胡蝶の思いを胸に、落語界に戻る…
竜治の悲恋物語に、落語の才能はないが後に名紙切りとなった弟弟子・小竜の成長物語を交えて描かれる人情ドラマ。

## キャスト
- 一柳亭竜治 - 渡辺謙
- 一柳亭小竜 - 石橋保
- 一柳亭竜蔵 - 杉浦直樹
- 茜 - 藤田朋子
- 正義 - 野々村真
- 胡蝶 - 黒木瞳
- 翔子 - 美保純
- 茉莉 - 千石規子
- 東千代之介
- 菅井きん
- 赤沢大介
- 春風亭一朝
- 神田時枝
- 中村学
- 冨士眞奈美
- 鶴田忍
- 佐藤友美

### ゲスト出演者
- 小野みゆき（第1話）
- 西尾徳（第1話）
- 小野武彦（第2話）
- 3代目三遊亭圓歌（第2話）
- 4代目柳家小せん（第2話）
- 6代目古今亭志ん馬（第2話）
- 久保晶（第2・8話）
- 根上彩（第2・4・6・7話）
- 大塚周夫（第3・4・8・9話）
- キラー・カーン（第4話）
- 加藤治（第4話）
- 須永慶（第6話）
- チャック・ウィルソン（第7話）
- 伊佐山ひろ子（第9～11話）

## 主題歌
「ワンダラー 天衣無縫」（柳ジョージ）

## スタッフ
- 脚本 - 高橋正圀
- 音楽 - 渡辺俊幸
- 演奏 - コンセール・レニエ
- 風俗考証 - 加太こうじ
- 落語指導 - 春風亭一朝
- 和菓子指導 - 新見幸一
- 題字 - 藤沢昌子
- 医事考証 - 行天良雄
- 方言指導 - 田村元治、明石良
- 考証協力 - 天野孝子
- 資料提供 - 落語協会
- 演出 - 岡本憙侑、西村与志木、古川仁、榎戸崇泰

## サブタイトル
1. 食う寝るところに住むところ
2. 農薬は口に苦し
3. 死んだはずだよお母さん
4. ドジから出た誠
5. 春は名のみの
6. 出世はこの次
7. あの道この道迷い道
8. 女心と空きの部屋
9. 破門の波紋
10. 山のあなたの幸せは
11. 花が散る時 蝶が飛ぶ
12. 縁は異なもの切れぬもの
13. おあとがよろしいようで